# FC 올림피크 도네츠크

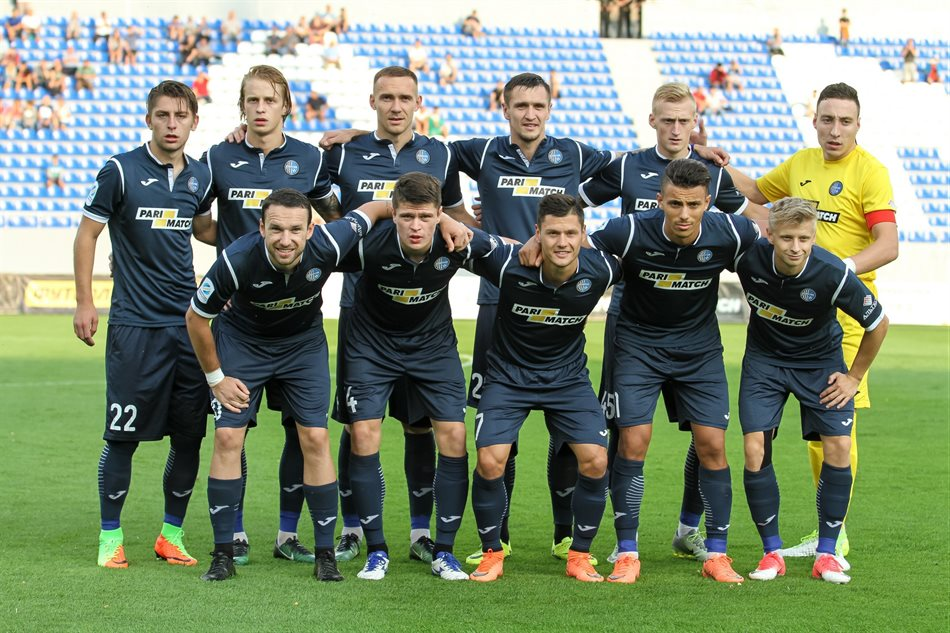

FC 올림피크 도네츠크(우크라이나어: «Олімпік» Донецьк)는 우크라이나 도네츠크 시를 연고로 하는 프로 축구 클럽이다.

## 성적
- 우크라이나 1부 리그
  - 우승 1회 (2013–14)

- 우크라이나 2부 리그-그룹 B
  - 우승 1회 (2010–11)

## 역대 감독
| 감독                  | 임기        |
| --------------------- | ----------- |
| 비야체슬라우 셰우추크 | 2018 ~ 2019 |